# Drammen
Za ameriško mesto Drammen, ki se je po norveškem naselju poimenovalo leta 1877, glej Drammen (Zvezna država Wisconsin).
 je mesto in občina na Norveškem, ki leži v okrožju Buskerud in je oddaljeno okoli 40 km od prestolnice Olsa.
Mesto je glavno pristanišče za uvoz avtomobilov in sadja na Norveškem. Je tudi šesto največje mesto, ki je zaradi svoje površine razdeljano na 6 občin: Drammen (61 % prebivalstva), Nedre Eiker (23 %), Øvre Eiker (8 %), Lier (5 %) in Røyken (3 %); celotno mesto je 1. januarja 2005 imelo 90.700 prebivalcev.

## Geografija
Drammen je eno večjih mest na Norveškem in leži približno 40 kilometrov od glavnega mesta Norveške, Osla. Središče mesta leži na koncu doline, na obeh straneh reke Drammenselva, kjer se reka sreča z Drammensfjordom. Otok Holmen v Drammnu je tudi glavno pristanišče za uvoz avtomobilov in sadja na Norveškem.
Pokrajina Drammen je del metropolitanske regije okoli Osla in peto največje urbano območje v državi, sega daleč preko občinskih meja; v občine Lier, Asker, Øvre Eiker in Holmestrand. Skupna populacija naselja je na dan 1. januar 2021 110.236 prebivalcev.
Leta 2008 je Drammen prejel prestižno nagrado za najboljši razvoj mesta v Evropi.

## Uprava
1. januarja 2020 so se občine Svelvik, Nedre Eiker in Drammen združile v »Novo občino Drammen«. Nova občina, ki se zdaj imenuje Drammen, je z več kot 100.000 prebivalci šesta največja na Norveškem. Glavni sedež občine Greater je v mestu Drammen. Mesto Drammen je imelo leta 2021 82.875 prebivalcev, vendar služi kot regionalno središče za območje, ki je leta 2021 imelo 110.236 prebivalcev. Mesto je državni prvak v okolju in urbanem razvoju, 21 cen od leta 2003, od tega 16 nacionalnih in 5 mednarodnih.

### Okrožja
Po združitvi občin Drammen, Nedre Eiker in Svelvik leta 2020 so bile te razdeljene v deset okolišev:
- Mjøndalen
- Krokstadelva
- Åssiden
- Gulskogen
- Konnerud
- Fjell
- Strømsø
- Bragernes
- Åskollen
- Svelvik

- Krajevne skupnosti občine Drammen
- Zemljevid urbanega območja Drammena 2021
- Zemljevid Drammensfjorda

## Zanimivosti

### Pivovarna Aass
Pivovarna Aass je najstarejša preživela pivovarna na Norveškem in si je prislužila tako pivo kot dobro ohranjeno stavbo. Pivovarna, ustanovljena leta 1834, je glavni proizvod brezalkoholnih pijač, piva in aquavita.

### Mostovi
- Most Øvre Sund (Øvre Sund bru) – prečka Drammenselvo v središču mesta Drammen
- Mestni most Drammen (Drammensbrua bybro) – je bil betonski most, ki je povezoval obe središči mesta, zgrajen leta 1936 in porušen leta 2022. Nov mestni most bodo odprli jeseni 2025 na istem mestu. Začasni most za pešce prečka reko ob mestu novega mostu v gradnji.[9]
- Drammenski most (Drammensbrua) – avtocestni škatlasti gredni most na E18, ki prečka Drammenselvo, zgrajen 1971
- Ypsilonov most (Ypsilon bru) – viseči most za pešce čez Drammenselvo, zgrajen 2007
- Mostovi Holmen (Holmenbruene) – dva železniška mostova na progi Drammen
- Most Nedre Eiker – (Nedre Eiker bru) prečka Drammenselvo navzgor po reki in povezuje mesti Krokstadelva og Mjøndalen.
- Mjøndalsbrua – Stari most med Mjøndalenom in Krokstadelvo, zgrajen za prečkanje konjskih vpreg leta 1910.

### Muzej Drammen
Muzej umetnosti in kulturne zgodovine Drammen vključuje Marienlyst, graščino iz ok. 1770, muzejska stavba iz 1930 z upravo muzeja, stalnimi razstavami in zbirkami ter paviljon Lyche iz 1990 z galerijo, občasnimi razstavami in muzejsko kavarno, Dvorišče dvorane s 5 starimi stavbami, najstarejša iz 1760. Muzej vključuje tudi dve največji ohranjeni podobni kmetiji v Drammnu, dvorec Gulskogen in kmetijo Austad.

### Drammenova spirala
Drammenska spirala je cestni predor, ki omogoča dostop do grebena Skansen, 180 m nad mestom. Odprli so ga leta 1961 na mestu nekdanjega kamnoloma.

### Gledališče Drammen
Gledališče Drammen v Bragernesu je bilo zgrajeno leta 1869 po načrtih arhitekta Emila Victorja Langleta. Gledališče je bilo prvo moderno gledališče v državi. Zasnovano je bilo v kompleksnem renesančnem slogu s simetričnimi fasadami in okroglo obokanimi okni. Potem ko je gledališče Drammen decembra 1993 utrpelo popolno uničenje zaradi požara, so novo gledališče obnovili po vzoru prvotne hiše. Končano je bilo februarja 1997.

### Bragernes Torg (mestni trg)
Bragernes Torg je največji mestni trg na Norveškem in eden največjih v Skandinaviji.